# Segretariato del Commonwealth
Il Segretariato del Commonwealth è la maggior agenzia intergovernativa e istituzione centrale del Commonwealth delle nazioni, responsabile della facilitazione della cooperazione tra i suoi membri, dell'organizzazione di incontri, come quello tra i capi di Governo dei paesi aderenti (detto Commonwealth Heads of Government Meeting o CHOGM), dell'assistenza e consulenza sullo sviluppo delle politiche dell'organizzazione negli stessi paesi. La sua sede è a Marlborough House a Londra, vecchio palazzo reale concesso dalla Regina Elisabetta II, Capo del Commonwealth.

## Storia
Il Segretariato fu creato per decisione dei Capi di Governo nel 1965, assumendo molte delle funzioni del Segretario di Stato per le Relazioni col Commonwealth del Governo britannico.
Il 18 ottobre 1976 gli è stato riconosciuto lo status di osservatore dell'Assemblea generale delle Nazioni Unite.

## Staff
Il capo esecutivo del Segretariato e dell'insieme del Commonwealth è il Segretario Generale del Commonwealth. Tutti i dipendenti della struttura dipendono dal Segretario Generale, che è anche responsabile delle finanze dell'organo, con fondi concessi dai Capi di Governo. Ha inoltre funzione di rappresentanza del Commonwealth al posto del Capo cerimoniale.
Tutto il personale della struttura è esente dalla Tassa britannica sul reddito, secondo l'International Organisations Act 2005, che ha ridefinito lo status legale del Segretariato.
Il Segretario Generale è eletto dai Capi di Governo del Commonwealth per un mandato di quattro anni; fino al 2000 i mandati erano quinquennali. L'attuale Segretario Generale è Patricia Scotland, Baronessa Scotland di Asthal, della Dominica, che ha preso il posto dell'indiano Kamalesh Sharma il 1º aprile 2016. È assistito da due Vice Segretari, uno responsabile per gli affari economici (attualmente il giamaicano Ransford Smith) e uno per quelli politici (Mmasekgoa Masire-Mwamba del Botswana). Ci sono inoltre dieci Direttori.

## Sede
Il Segretariato ha sede a Marlborough House, Westminster, Londra. Marlborough House si trova su Pall Mall, accanto a St James's Palace, sede della Royal Court.